# Giuseppe Carata
Giuseppe Carata (* 9. Juni 1915 in Lecce; † 25. Januar 2003 in Bisceglie) war ein italienischer Geistlicher und Erzbischof von Trani-Barletta-Bisceglie-Nazareth.

## Leben
Giuseppe Carata empfing am 30. Januar 1938 die Priesterweihe.
Der Papst ernannte ihn am 17. Mai 1965 zum Weihbischof in Trani e Barletta e Nazareth e Bisceglie und Titularbischof von Praesidium. Der Sekretär der Konsistorialkongregation, Carlo Kardinal Confalonieri, spendete ihm am 26. Juni desselben Jahres die Bischofsweihe; Mitkonsekratoren waren Reginaldo Giuseppe Maria Addazi OP, Erzbischof von Trani e Barletta e Nazareth e Bisceglie, und Francesco Minerva, Bischof von Lecce. 
Er nahm an der vierten Sitzungsperiode des Zweiten Vatikanischen Konzils teil. Paul VI. ernannte ihn am 8. April 1967 zum Titularbischof von Cannae. Am 28. August 1971 wurde er zum Erzbischof von Trani e Barletta e Nazareth e Bisceglie  ernannt. Am 15. Dezember 1990 nahm Johannes Paul II. seinen altersbedingten Rücktritt an.